# Lispe dichaeta
Lispe dichaeta este o specie de muște din genul Lispe, familia Muscidae, descrisă de Stein în anul 1913. Conform Catalogue of Life specia Lispe dichaeta nu are subspecii cunoscute.